# Schola Gregoriana Rotnacensis

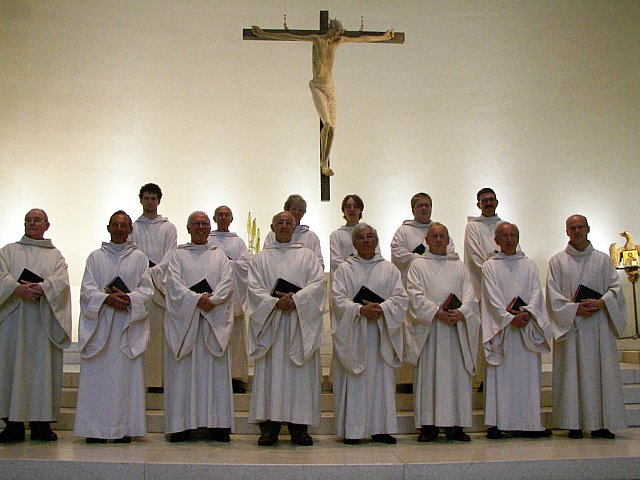
Groepsfoto van de Schola Gregoriana Rotnacensis

Schola Gregoriana Rotnacensis is het koor van het Sint-Hermescollegiaal uit het Belgische Ronse. 

## Ontstaansgeschiedenis
De "Schola" werd in 1993 opgericht door koorleider Dominique Wybraeke. Hij wilde samen met een groep liefhebbers het gregoriaans opnieuw een plaats geven in de liturgie. 
Anno 2008 bestaat het koor uit twintig mannen, die zich elke week inzetten om zich te bekwamen in een verantwoorde interpretatie van eeuwenoude liturgische muziek.

## Uitvoeringen
Elk jaar zingt de Schola ongeveer veertig maal tijdens missen, uitvaarten, huwelijken en concerten. Op hoog- en zondagen wordt de mis van tien uur opgeluisterd.
De gezangen van het Proprium (introitus-tractus-alleluia-offertorium-communio) worden a capella uitgevoerd. Dit om alle wendingen en schakeringen in een melisme duidelijk over te laten komen. Het Ordinarium (kyrie-gloria-credo-sanctus&benedictus-agnus dei) wordt ondersteund door een modale orgelbegeleiding om de aanwezigen tot deelname aan de zang aan te zetten.